# Loca (Lied)
Loca ist ein Lied der kolumbianischen Sängerin Shakira aus dem Jahr 2010. Die englische Version mit dem britischen Rapper Dizzee Rascal als Duettpartner wurde am 10. September 2010 als erste Single aus ihrem siebten Studioalbum Sale el sol veröffentlicht.

## Hintergrund
Loca war eigentlich eine Interpretation von El Catas Lied Loca con su tiguere. Shakira veränderte die Melodieführung, gab dem Song neue Beats und schrieb den Liedtext um. 2014 urteilte ein US-Bundesrichter, dass das Lied eine illegale Kopie von Ramón Arias Vásquez’ Loca con su tiguere ist. Er hatte es zwischen 1996 und 1998 komponiert. 2007 wurde es von El Cata neu aufgenommen.
Das Stück mischt Einflüsse aus dem Latin Pop mit Hip-Hop-Elementen. Mit Rappern als Duettpartnern folgte Shakira einem Trend, den Mariah Carey, Beyoncé, Jennifer Lopez und andere Künstler begonnen hatten.
Über die Zusammenarbeit sagte Dizzee Rascal im Interview mit Billboard.com:

“She’s a bit of a trendsetter – she does loads of different things on a major scale. […] You’d expect her to use an American rapper [for the song], but she chose me. It meant a lot. […] I’d like to be in that Spanish market. I got into the whole reggaeton thing when it came out, so I always wanted to get around to something like that.”

„Sie ist sowas wie ein Trendsetter – sie macht unglaublich viele verschiedene Sachen auf hohem Niveau. […] Man erwartet, dass sie einen amerikanischen Rapper [für das Lied] nehmen würde, aber sie wählte mich aus. Das bedeutete mir viel. […] Ich wollte gern in den spanischen Markt. Mir gefiel das ganze Reggaeton-Zeug, seitdem es aufkam, und wollte deshalb immer etwas in der Richtung machen.“

Im Oktober 2010 wurde eine weitere Version in spanischer Sprache mit El Cata als Duettpartner veröffentlicht.

## Musikvideo
Das Musikvideo wurde im August 2010 in Barcelona gedreht. Regie führte wie bei allen Shakira-Videos Jaume de Laiguana. Am 29. September 2010 wurde das Musikvideo weltweit offiziell veröffentlicht. Wie die New York Post berichtete, soll die Stadt Barcelona erwägen, Shakira mit einem Bußgeld zu belegen, da sie den Verkehr in der Stadt für den Videodreh lahmlegte. Shakira hatte ohne offizielle Genehmigung in einem öffentlichen Brunnen getanzt und fuhr auf einem Motorrad ohne einen Helm zu tragen. Für Shakira handelt das Video davon, „Spaß zu haben und an diesem aufregenden Ort mit echten Menschen zu sein“.
Rezensionen
Walter Frazier von Billboard beschreibt das Video: „Passend zum Thema des Liedes tanzt Shakira in einem Springbrunnen und erregt so die Aufmerksamkeit der Passanten (sie ist eben Shakira). Es überrascht nicht, dass einige von ihnen den Spaß mitmachen und auch in den Brunnen springen. Am Ende des Liedes tanzt Shakira umgeben von Fans im offenen Wasser. Das ist Shakira – sie ist verrückt, aber so mögen wir sie.“
James Montgomery von MTV sagte über das Video: „Es ist ein Guerilla-ähnliches Unterfangen, es mit einem Budget nahe Null zu machen (bis auf eine Performance-Szene scheint alles mit Handkameras gefilmt worden zu sein). Die Britneys, Beyoncés und Gagas würden sowas wahrscheinlich nie machen … und dennoch funktioniert es überwiegend deshalb, weil es nach dem aussieht, was Shakira tun würde. 'Loca' ist eines der wenigen Videos, das nicht bestrebt ist, das dazugehörige Lied zu übertrumpfen, sondern unterstützt es. Das 'Loca'-Video ist kalkulierte Verrücktheit, eine lebhafte unbändige Energie, wie sie nur wenige Künstler erschaffen können, egal mit welchem Budget. Und […] das ist exakt die Art, wie Shakira Karriere gemacht hat. Das nennt man Synergie.“

## Rezensionen
Sara D Anderson vom Aol Radio Blog charakterisierte das Lied als „beinharte Merengue-Beats und Techno-Percussions“ und schrieb, dass „Shakira ihren Mann mit Locas hypnotischem Refrain umwerbe, der britische Rapper Dizzee Rascal ein bemerkenswertes Rap-Intermezzo liefere, das zeige, dass er in Wirklichkeit von einem „verrückten Mädchen“ eingenommen worden sei“.
Monica Herrara schrieb in der Zeitschrift Billboard, dass Shakira mit ihrer neuen Single 'Loca' mehr Augenmerk auf tropische Musik lege, das Lied eröffne mit einem „klopfenden Merengue-Beat“ begleitet von dem „verführerisch gehauchten Ultimatum 'Dance or Die'“.
The Sun Daily urteilte: „Aufgenommen in der Dominikanischen Republik, bringt Shakira in die Produktion von 'Loca' die für sie typischen verschiedenen musikalischen Identitäten durch die Vermischung von […] Elementen des Merengue mit tanzbaren Techno-Percussions […] ein.“

## Kommerzieller Erfolg

### Chartplatzierungen
In der Chartwoche vom 14. Oktober 2010 debütierte Loca auf Platz 98 in den Billboard Hot 100, wo es am 6. November 2010 mit Rang 32 seine beste Platzierung erreichte. In den Billboard Hot Latin Songs avancierte Loca zum Nummer-eins-Hit, dem neunten für Shakira in dieser Chartauswertung. In der Schweizer Hitparade debütierte Loca auf Platz zweu und erreichte eine Woche später am 31. Oktober 2010 die Chartspitze. Des Weiteren erreichte das Lied die Chartspitze in Frankreich, Griechenland, Italien und Spanien.
| ChartsChartplatzierungen       | Höchstplatzierung | Wochen |
| ------------------------------ | ----------------- | ------ |
| Deutschland (GfK)              | 6 (24 Wo.)        | 24     |
| Österreich (Ö3)                | 2 (20 Wo.)        | 20     |
| Schweiz (IFPI)                 | 1 (40 Wo.)        | 40     |
| Spanien (Promusicae)           | 1 (46 Wo.)        | 46     |
| Vereinigte Staaten (Billboard) | 32 (11 Wo.)       | 11     |

| ChartsJahrescharts (2010) | Platzierung |
| ------------------------- | ----------- |
| Deutschland (GfK)         | 63          |
| Österreich (Ö3)           | 38          |
| Schweiz (IFPI)            | 16          |
| Spanien (Promusicae)      | 7           |

| ChartsJahrescharts (2011) | Platzierung |
| ------------------------- | ----------- |
| Schweiz (IFPI)            | 46          |
| Spanien (Promusicae)      | 10          |

### Auszeichnungen für Musikverkäufe
| Land/Region          | Auszeichnungen für Musikverkäufe (Land/Region, Auszeichnung, Verkäufe) | Verkäufe  |
| -------------------- | ---------------------------------------------------------------------- | --------- |
| Belgien (BRMA)       | Gold                                                                   | 15.000    |
| Brasilien (PMB)      | 2× Platin                                                              | 120.000   |
| Dänemark (IFPI)      | Gold                                                                   | 15.000    |
| Deutschland (BVMI)   | Gold                                                                   | 150.000   |
| Frankreich (SNEP)    | —                                                                      | 247.000   |
| Italien (FIMI)       | 2× Platin                                                              | 60.000    |
| Kanada (MC)          | Platin                                                                 | 80.000    |
| Mexiko (AMPROFON)    | Diamant · + Platin                                                     | 360.000   |
| Österreich (IFPI)    | Gold                                                                   | 15.000    |
| Schweden (IFPI)      | Gold                                                                   | 20.000    |
| Schweiz (IFPI)       | Platin                                                                 | 30.000    |
| Spanien (Promusicae) | 2× Platin                                                              | 80.000    |
| Insgesamt            | 5× Gold · 9× Platin · 1× Diamant ·                                     | 1.192.000 |

Hauptartikel: Shakira/Auszeichnungen für Musikverkäufe